# Гробље Збег
Гробље Збег је гробље у Београду, налази се на Зрењанинском путу у градској општини Палилула.

## Опште информације
Гробље се налази у београдској општини Палилула у насељу Борча. Основано је у октобру 1996. године, а простире се на 29 хектара. Детаљни урбанистички план овог гробља усвојен је 1994. године, а руководилац тима на изради плана била је Слободанка Прекајски.
Од почетка двехиљадедесетих година, на гробљу Збег обавља се највише сахрана људи које нико није испратио на вечни починак, због великог простора које гробље заузима.